# Gran Premio di Singapore 2024
Il Gran Premio di Singapore 2024 è stata la diciottesima prova della stagione 2024 del campionato mondiale di Formula 1. La gara si è corsa domenica 22 settembre sul circuito di Marina Bay ed è stata vinta dal britannico Lando Norris su McLaren-Mercedes, al terzo successo in carriera; Norris ha preceduto all'arrivo l'olandese Max Verstappen su Red Bull Racing-Honda RBPT, e il compagno di squadra, l'australiano Oscar Piastri.
All'intero weekend di gara hanno assistito 269 072 spettatori, per il terzo Gran Premio di Singapore con il più alto numero di presenze sul circuito di Marina Bay, dietro al primato dei 302 000 spettatori dell'edizione del 2022, e dei 300 000 spettatori dell'edizione inaugurale del 2008.
Questo Gran Premio segna l'ultima gara in Formula 1 per il pilota australiano della RB, Daniel Ricciardo.

## Vigilia

### Sviluppi futuri
La Federazione conferma la stessa sede a partire dal 2021 per la disputa dei test invernali del successivo campionato, al Bahrain International Circuit, dal 26 al 28 febbraio, due settimane prima dell'avvio del mondiale col Gran Premio d'Australia. I test sono spalmati su tre giorni come a partire dal 2023.

### Aspetti tecnici
Per questo Gran Premio la Pirelli, fornitore unico degli pneumatici, offre la scelta tra gomme di mescola C3, C4 e C5, la tipologia di mescole più morbide che caratterizza l'intera gamma messa a disposizione dall'azienda fornitrice degli pneumatici per il campionato. La Pirelli stabilisce la stessa tipologia di pneumatici per questo Gran Premio come a partire dal 2019, dove per l'occasione fu la prima edizione a utilizzare questa tipologia. Essa viene stabilita per la nona volta in stagione, e per la terza volta consecutiva dopo i precedenti Gran Premi d'Italia e d'Azerbaigian. Prima di questo appuntamento, la Pirelli nomina allo stesso tempo la tipologia di pneumatici disponibile per i successivi Gran Premi degli Stati Uniti d'America, di Città del Messico e di San Paolo.
La Federazione aggiunge una nuova zona DRS, portando a quattro il numero totali di zone del tracciato dove poter utilizzare il dispositivo mobile, al fine di favorire i sorpassi. Le altre tre zone sono in uso dall'edizione del 2019 della gara, quando l'organo mondiale dell'automobilismo decise di aumentare a tre i tratti in cui utilizzare il dispositivo mobile sul circuito di Marina Bay, dopo le due precedenti zone utilizzate dal 2011, stagione in cui il dispositivo fu introdotto nella categoria. I piloti possono attivare l'ala mobile posteriore sul rettilineo principale, con detection point fissato dopo l'apice della curva 17, nel tratto compreso tra la curva 5 e la curva 7, con punto per la determinazione del distacco fra piloti stabilito alla curva 4, nella terza zona introdotta nel 2019 tra la curva 13 e la curva 14, e in quella nuova tra la curva 14 e la curva 16, con un unico detection point per entrambe posizionato prima della curva 13. La quarta e ultima zona è posta in corrispondenza del nuovo tratto veloce della pista che è stato introdotto con le modifiche apportate al layout del circuito nell'edizione precedente. Il punto di attivazione del DRS è stabilito 100 metri dopo la curva 14. Il tracciato di Marina Bay diventa la seconda pista nella storia del mondiale, dopo il circuito Albert Park, a figurare ben quattro zone DRS.
Rispetto all'edizione del 2023, il circuito è oggetto di alcune modifiche: la pista è stata riasfaltata dall'ingresso della curva 3 fino all'uscita della curva 8, dall'uscita della curva 10 fino all'uscita della curva 12, dall'uscita della curva 14 fino all'ingresso della curva 16, e dall'uscita di quest'ultima fino all'uscita della curva 17. L'erba artificiale sul lato destro alla curva 2 e alla curva 3 è stata rimossa. Un nuovo accesso per i veicoli lungo quattro metri è stato installato alla curva 5 sul lato destro. Un altro lungo sei metri è stato installato alla curva 15 sul lato sinistro. Quello alla postazione 15.5 dei commissari di percorso sul lato destro viene chiuso. La velocità massima dentro la corsia dei box è fissata a 60 km/h. La direzione gara stabilisce che alle curve 1, 2 e 3 se i piloti non percorrono correttamente la seconda, passando completamente a destra del cordolo arancione, essi devono mantenersi a destra del blocco di polistirolo bianco e rosso, e rientrare in pista all'esterno della curva 3.
La Federazione rende noto che al termine della gara del precedente Gran Premio d'Azerbaigian, tra le prime dieci vetture classificate è stata sorteggiata la McLaren del vincitore Oscar Piastri per le verifiche tecniche. Le ispezioni hanno riguardato diverse componenti dell'impianto frenante posteriore secondo alcuni punti del regolamento tecnico. Tutti i componenti ispezionati sono risultati essere conformi.
Prima dell'inizio della prima sessione di prove libere del sabato, sulla vettura di George Russell e Lewis Hamilton viene installata la seconda unità relativa al sistema di recupero dell'energia e quella dell'unità di controllo elettronico. Entrambi i piloti della Mercedes non sono penalizzati sulla griglia di partenza in quanto i nuovi componenti installati rientrano tra quelli utilizzabili nel numero massimo stabilito dal regolamento tecnico.

### Aspetti sportivi
Il Gran Premio rappresenta il diciottesimo appuntamento stagionale a distanza di una settimana dalla disputa del Gran Premio d'Azerbaigian, diciassettesima gara del campionato. Per la settima volta in stagione, il calendario prevede una prova a distanza di una settimana dall'altra. Dopo la disputa dell'appuntamento tra l'Europa orientale e l'Asia occidentale, il mondiale si sposta interamente in quest'ultimo continente per la prima volta dal Gran Premio di Cina, per la quinta gara complessiva nel continente asiatico. Il Gran Premio è il quarto evento dopo la pausa estiva, la terza e ultima prova calendarizzata nel mese di settembre, nonché la sesta gara della seconda parte di stagione, oltre a essere la terza gara del campionato in notturna. La corsa si è disputata sempre in settembre tranne che per l'edizione del 2022, tenutasi in ottobre. Nel tentativo della Federazione di regionalizzare i vari eventi e di rendere più sostenibile la logistica, il Gran Premio è seguito da una pausa di tre settimane prima della trasferta americana composta da tre appuntamenti consecutivi. Per la prima volta fin dal suo debutto, il Gran Premio di Singapore è preceduto da un'altra prova disputatasi la settimana precedente. Il mondiale disputa un appuntamento sulla tipologia di tracciato cittadino per il secondo weekend di gara consecutivo. Il contratto per l'inserimento della gara nel calendario mondiale, sempre sul circuito di Marina Bay, è stato rinnovato nel mese di gennaio 2022 fino alla stagione 2028. Sponsor del Gran Premio è, come avvenuto fin dall'edizione del 2014, la compagnia aerea di bandiera locale Singapore Airlines. A questa edizione assistono 269 072 spettatori nel corso del weekend di gara, per il terzo Gran Premio di Singapore con il più alto numero di presenze sul circuito di Marina Bay, dietro al primato dei 302 000 spettatori dell'edizione del 2022, e dei 300 000 spettatori dell'edizione inaugurale del 2008.
Presente nel calendario del campionato mondiale di Formula 1 fin dalla stagione 2008 e valido quale prova della categoria dallo stesso anno, il Gran Premio di Singapore vede la disputa della sua ventitreesima edizione, la quindicesima valida per il mondiale. Il Gran Premio, una volta inserito nel calendario del campionato mondiale, fu il primo della storia della categoria a disputarsi in notturna, nonché il secondo del sud-est asiatico dopo il soppresso Gran Premio della Malesia, corso dal 1999 al 2017. L'edizione inaugurale del 2008 fu l'ottocentesimo Gran Premio nella storia del campionato mondiale. Il circuito di Marina Bay è il tracciato ad aver ospitato tutte le edizioni della gara, su cinque principali diverse configurazioni, la cui la più recente apportata nell'edizione precedente. La prima configurazione fu utilizzata dalla prima edizione del 2008 a quella del 2012; la seconda dall'edizione del 2013 a quella del 2014, in cui la lunghezza del tracciato fu ridotta, insieme alla rimozione della chicane della curva 10; la terza utilizzata dall'edizione del 2015 a quella del 2017, con la lunghezza del tracciato leggermente aumentata e la riprofilazione delle curve 11, 12 e 13; la quarta dall'edizione del 2018 a quella del 2019 e nel 2022, con la lunghezza nuovamente leggermente diminuita e la riprofilazione delle curve 16 e 17, e la quinta dall'edizione precedente. Il tratto lento che andava dall'ex curva 16 all'ex curva 19, nel terzo settore, fu rimosso per fare spazio ad un unico tratto veloce prima della chicane che porta al traguardo. Il tempo sul giro fu abbassato di circa dieci secondi, con l'abbassamento del numero totali di curve, da 23 a 19, della lunghezza del circuito, e dell'aumento del numero dei giri, da 61 a 62, per una nuova distanza di gara. Le modifiche al layout sono state apportate alla luce dei lavori intorno alla pista che prevedevano la riqualificazione nell'area di Marina Bay. La corsa non è stata disputata nel 2020 e 2021 a causa delle problematiche dettate dalla pandemia di COVID-19 e per l'allestimento del circuito in tempi brevi. Nel primo caso la gara vide il suo annullamento in quanto la Federazione fu costretta ad annullare diverse tappe per via dell'emergenza sanitaria, senza essere sostituita. Nel secondo caso il Gran Premio fu annullato per la seconda stagione consecutiva, sempre per via della pandemia, rientrando tra i pochi Gran Premi a essere annullati per due stagioni consecutive, ma in questo caso venendo rimpiazzato dal Gran Premio di Turchia. Otto prove della gara non valide per il mondiale sono state corse dal 1966 al 1973 sul circuito Thomson Road.
Sebastian Vettel è il più vincente nel Gran Premio di Singapore, con cinque successi, e detiene il maggior numero di podi (8). È l'unico ad aver vinto tre edizioni consecutive. Egli è seguito dal pilota britannico della Mercedes, Lewis Hamilton, con quattro trionfi, il quale detiene il più alto numero di giri più veloci (3). Entrambi detengono il maggior numero di pole position (4). Oltre a Hamilon, anche altri tre piloti di questo campionato hanno vinto questo appuntamento. Il pilota spagnolo dell'Aston Martin, Fernando Alonso, per due volte, quello messicano della Red Bull Racing, Sergio Pérez, e l'iberico Carlos Sainz Jr. della Ferrari, per una volta a testa. Oltre a Hamilton, tre piloti del mondiale sono partiti davanti a tutti; il monegasco della Ferrari, Charles Leclerc, per due volte, Alonso e Sainz Jr., per una volta a testa. Ferrari, Red Bull Racing e Mercedes condividono il maggior numero di successi (4). La scuderia italiana ha più pole position (7), quella austriaca più podi (14), mentre quella tedesca più giri più veloci (3). Delle quattordici edizioni disputate, la corsa è stata vinta per nove volte dalla pole position (64,29%). La posizione più indietro dal quale è stata vinta la corsa in griglia di partenza è stata la quindicesima. In tutte le gare fin qui disputate, la safety car ha sempre fatto la sua comparsa, per un totale di ventiquattro interventi. Il Gran Premio non è stato completato per la distanza prevista a causa del raggiungimento del limite delle due ore di gara nelle edizioni del 2012, 2014, 2017 e 2022. Il Gran Premio di Singapore non ha mai assegnato né il titolo piloti né quello costruttori. Il pilota danese della Haas, Kevin Magnussen, ottenne il primo più giro più veloce in carriera nell'edizione 2018, mentre il compagno di squadra, il tedesco Nico Hülkenberg, conquistò il primo nel 2012. Magnussen ne ha conquistato solamente un altro, quello nell'edizione successiva. Nell'edizione del 2022 Alonso segnò il nuovo record quale pilota col maggior numero di partenze nella storia della categoria. Per la Williams fu l'ottocentesimo Gran Premio. Pérez divenne il primo vincitore non campione del mondo, mentre nel 2023 il messicano segnò la duecentocinquantesima partenza nel mondiale.
Kevin Magnussen, dopo essere stato escluso dalla partecipazione al precedente Gran Premio d'Azerbaigian, torna regolarmente a gareggiare. A Baku fu escluso dalla partecipazione alla luce dei dodici punti accumulati sulla superlicenza nel periodo di dodici mesi, i punti massimi consentiti secondo il regolamento sportivo, per via di una collisione causata nel Gran Premio d'Italia. Il posto di Magnussen fu occupato dal pilota di riserva della Ferrari e della stessa Haas, oltre che di Formula 2 per il team Prema Racing, il britannico Oliver Bearman, che ha corso per la seconda volta in stagione da sostituto dopo il Gran Premio d'Arabia Saudita con la Ferrari al posto dello spagnolo Carlos Sainz Jr.. Hamilton prende parte al trecentocinquantesimo Gran Premio in Formula 1, mentre Sainz Jr. alla duecentesima partenza. L'argentino Franco Colapinto della Williams, che ha preso il posto in precedenza occupato dallo statunitense Logan Sargeant a partire dalla gara di Monza, corre per la prima volta sul circuito di Marina Bay. La Mercedes, la RB e la McLaren corrono con una speciale livrea. La scuderia tedesca omaggia il partner tecnico Petronas, il quale festeggia il cinquantesimo anniversario, mentre il team italiano opta per una colorazione dedicata al denim su richiesta di Hugo Boss, uno degli sponsor della squadra. Essa riguarda anche le tute dei piloti e l'abbigliamento dei meccanici e degli ingegneri. La scuderia di Woking, insieme al partner commerciale OKX, celebra la propria storia mostrando del bianco, colore utilizzato dal 1970 al 1990.
L'ex pilota di Formula 1 Johnny Herbert è nominato commissario aggiunto. Il britannico ha svolto in passato, in diverse occasioni, tale funzione, l'ultima nel precedente Gran Premio d'Azerbaigian. È la casa automobilistica tedesca Mercedes a fornire la safety car e la medical car, per l'ultima volta fornitrice delle vetture nel Gran Premio d'Olanda.

## Prove

### Resoconto
Charles Leclerc precede Norris e Sainz Jr., nella prima sessione di prove libere. La sessione è stata sfruttata da molte scuderie per provare delle simulazioni di Gran Premio, piuttosto che cercare la prestazione sul giro secco. La Ferrari e la Mercedes hanno testato anche le gomme a mescola dura, a differenza della McLaren, che si è limitata a utilizzare gomme soft e media. Alla scuderia britannica Piastri ha toccato un muretto, nel corso delle prove, ma senza danneggiare la sua monoposto, ma interrompendo il long run che stava realizzando.
Al termine della prima sessione di prove libere del venerdì, Max Verstappen viene convocato dai commissari sportivi per il linguaggio utilizzato durante la conferenza stampa del giovedì. Il pilota olandese campione del mondo della Red Bull Racing viene sanzionato con l'obbligo di compiere lavori di pubblico interesse.
I primi tre piloti della prima sessione si ripetono anche nella seconda, con Lando Norris che precede di pochi millesimi Leclerc. Norris ha colto un tempo migliore di quello che valse la pole position dell'edizione 2023. La bontà di McLaren e Ferrari è confermata dal quarto tempo di Piastri; si sono, inoltre, confermate le due RB, col quarto e sesto tempo. D'altro verso le Red Bull Racing continuano a non trovare il giusto assetto per la pista: Verstappen ha l'undicesimo tempo, preceduto anche da Sergio Pérez, ottavo.
Durante le prime due sessioni di prove libere del venerdì, Pierre Gasly utilizza l'assemblaggio di una trasmissione al di fuori dell'allocazione prevista secondo il regolamento tecnico. Il pilota francese dell'Alpine non è penalizzato sulla griglia di partenza in quanto tale operazione rientra tra quelle effettuabili nel numero massimo consentito dal regolamento tecnico.
Nella notte tra il venerdì e il sabato, la Williams utilizza il secondo dei due coprifuochi concessi durante la stagione per effettuare le operazioni sulle proprie vetture. La scuderia britannica non riceve sanzioni.
Prima dell'inizio della terza sessione di prove libere del sabato, sulla vettura di Pierre Gasly viene installata la settima unità relativa all'impianto di scarico. Il pilota francese dell'Alpine non è penalizzato sulla griglia di partenza in quanto il nuovo componente installato rientra tra quelli utilizzabili nel numero massimo stabilito dal regolamento tecnico. Sulla vettura di Esteban Ocon viene installata la quarta scatola del cambio e la quarta trasmissione, e sulla vettura di Alexander Albon la quinta unità degli stessi componenti. Entrambi i piloti non sono penalizzati sulla griglia di partenza in quanto i nuovi componenti installati rientrano tra quelli utilizzabili nel numero massimo stabilito dal regolamento tecnico.
Norris si conferma anche nella terza sessione di prove libere. Il pilota della McLaren ottiene un tempo di oltre un secondo inferiore a quello della pole position dell'edizione 2023, ed è l'unico a scendere sotto il minuto e trenta secondi. Norris stacca di quasi mezzo secondo George Russell e di quasi otto Piastri. La Mercedes ha comunque manifestato alcune difficoltà, testimoniate dall'ottavo posto di Hamilton e i vari errori di guida dello stesso Russell. Ha evidenziato delle difficoltà col grip anche la Ferrari.
Durante la sessione, i meccanici della Ferrari di Charles Leclerc abbassano la pressione degli pneumatici della monoposto. Il pilota monegasco viene convocato dai commissari sportivi alla luce della violazione della direttiva tecnica che impedisce che vengano alterate le pressioni delle gomme nella piazzola riservata ai pit stop. La scuderia di Maranello viene sanzionata di 5 000 euro da parte della Federazione.

### Risultati
Nella prima sessione del venerdì si è avuta questa situazione:
| Pos | Nº | Pilota           | Costruttore      | Tempo    | Gap    | Giri |
| --- | -- | ---------------- | ---------------- | -------- | ------ | ---- |
| 1   | 16 | Charles Leclerc  | Ferrari          | 1'31"763 |        | 26   |
| 2   | 4  | Lando Norris     | McLaren-Mercedes | 1'31"839 | +0"076 | 25   |
| 3   | 55 | Carlos Sainz Jr. | Ferrari          | 1'31"952 | +0"189 | 27   |

Nella seconda sessione del venerdì si è avuta questa situazione:
| Pos | Nº | Pilota           | Costruttore      | Tempo    | Gap    | Giri |
| --- | -- | ---------------- | ---------------- | -------- | ------ | ---- |
| 1   | 4  | Lando Norris     | McLaren-Mercedes | 1'30"727 |        | 27   |
| 2   | 16 | Charles Leclerc  | Ferrari          | 1'30"785 | +0"058 | 28   |
| 3   | 55 | Carlos Sainz Jr. | Ferrari          | 1'31"356 | +0"629 | 27   |

Nella sessione del sabato si è avuta questa situazione:
| Pos | Nº | Pilota         | Costruttore      | Tempo    | Gap    | Giri |
| --- | -- | -------------- | ---------------- | -------- | ------ | ---- |
| 1   | 4  | Lando Norris   | McLaren-Mercedes | 1'29"646 |        | 16   |
| 2   | 63 | George Russell | Mercedes         | 1'30"125 | +0"479 | 19   |
| 3   | 81 | Oscar Piastri  | McLaren-Mercedes | 1'30"431 | +0"785 | 16   |

## Qualifiche

### Resoconto
Il tempo di 1'30"896 registrato da Charles Leclerc è il primo significativo della sessione di qualifica. A sette decimi dal monegasco si pone Pérez. Sainz Jr. non termina il suo primo giro rapido, per un errore di guida, mentre Norris è capace di battere il tempo del monegasco. Piastri si piazza al terzo posto. Alle sue spalle si installano Sainz Jr. e Albon. In seguito sale al quinto posto Lewis Hamilton, mentre Russell è settimo. Yuki Tsunoda risale quinto, battuto immediatamente da Alonso. Chi fa meglio è Verstappen, che coglie il secondo tempo. Poco dopo Leclerc risale in seconda posizione, Nico Hülkenberg in quinta, mentre l'arrivo di altri piloti spinge le Mercedes e le Williams al di fuori dei primi dieci. Alexander Albon segna il miglior tempo (1'30"679), prima che Norris si riporti al comando. Anche Oscar Piastri batte il tempo del pilota thailandese, così come Hamilton. In seguito anche Pérez rientra al quarto posto, mentre Max Verstappen è di nuovo secondo. Prima Tsunoda, poi Franco Colapinto, si prendono l'ottavo tempo. Non accedono alla fase successiva Ricciardo, Stroll, Gasly, Bottas e Zhou.
In Q2 Pérez fissa il primo tempo di riferimento, in 1'30"653, migliorato da Verstappen (1'30"371). Il campione del mondo è però uscito di pista, all'ultima curva, tanto che il suo tempo viene cancellato dai commissari sportivi. Tocca così a Hülkenberg, con 1'30"374, prendere al vetta, fino all'arrivo di Norris (1'30"007). Leclerc è secondo, mentre Carlos Sainz Jr. è quarto; Magnussen è capace di salire al sesto posto, davanti al duo della Williams. Risale Piastri (terzo), così come Tsunoda (quinto), prima che Hamilton porti il limite sotto il minuto e trenta secondi. Fa bene anche Russell, terzo. Verstappen affronta la pista quando questa è libera, ed è capace di cogliere la migliore prestazione (1'29"680). La leadership del pilota della Red Bull Racing dura poco: infatti è Piastri a portarsi al vertice (1'29"640). La Ferrari è terza con Leclerc e sesta con Sainz Jr.. Alonso si migliora, ma non va oltre il nono tempo. Entra nei migliori dieci Albon, lasciando fuori Colapinto, per soli sette millesimi. Sarà poi Tsunoda, con l'ottavo tempo, a far uscire dai qualificati per la terza fase il pilota thailandese. Oltre al duo della Williams, non competono per la fase decisiva Pérez, Magnussen e Ocon.
Il primo pilota a chiudere un giro rapido della terza fase è Hülkenberg, ma è Piastri il primo dei candidati alla partenza al palo a entrare in graduatoria: 1'30"037. Il tempo dell'australiano è migliorato da Verstappen, subito dopo che Sainz Jr. era terminato contro le barriere, all'ultima curva, al termine del suo giro di lancio. In questo modo il tempo del campione del mondo è annullato, in quanto una doppia bandiera gialla era esposta nell'ultimo micro settore, al momento del passaggio dell'olandese, prima della fine del suo giro. Norris, che vede il suo giro interrotto dall'esposizione della bandiera rossa, a seguito dell'incidente di Sainz Jr., aveva colto, nei primi due settori, il miglior parziale. La sessione riprende quando mancano poco più di otto minuti al termine della stessa. Ciò porta i piloti a optare per un solo giro rapido, facendo così passare diversi minuti prima che le vetture rientrino in pista. Piastri si migliora, con 1'29"953, prima che Norris faccia segnare la pole position provvisoria, con 1'29"525. Hülkenberg termina a un decimo da Piastri, Alonso è quarto, battuto da Leclerc. Hamilton è capace di intercalarsi tra le due McLaren, battuto, a sua volta, da Verstappen. In seguito i commissari annullano il tempo di Leclerc, per il mancato rispetto dei limiti di pista alla seconda curva.
Lando Norris conquista la sesta pole position in carriera, la quinta della stagione, la prima dopo quella ottenuta nel Gran Premio d'Italia. Per la McLaren è la centosessantunesima partenza in prima posizione della storia, la quinta della stagione, la prima dopo quella ottenuta a Monza proprio con Norris, la terza complessiva in questo appuntamento, la prima da quella dell'edizione 2012 con Hamilton, alla sua ultima stagione con la scuderia di Woking. Verstappen è secondo, alla settantesima prima fila in carriera, la dodicesima del campionato e la terza nel Gran Premio di Singapore. Per l'olandese, alla prima fila sul circuito di Marina Bay dal 2018, è solamente la seconda partenza in prima fila nelle ultime sette gare. Hamilton, terzo, si è sempre qualificato tra i primi cinque in tutte le quindici edizioni della gara fin qui disputate. Egli si qualifica davanti al compagno Russell solamente per la quinta volta in stagione. Per Hamilton è la prima qualificazione nei primi tre dal Gran Premio del Belgio. Entrambi i piloti della Mercedes partono nei primi quattro dalla prima fila ottenuta nel Gran Premio di Gran Bretagna.
Piastri è quinto. Il tempo dell'australiano in Q2 di 1'29"640 avrebbe dato alla McLaren la prima fila. La Haas continua la striscia di qualificazione tra i primi sei nel Gran Premio di Singapore grazie al sesto posto di Hülkenberg, dopo che il compagno Magnussen si è qualificato nella stessa posizione nell'edizione precedente. Per il tedesco è la migliore partenza in undici apparizioni in questa gara, ed è il pilota più rapido con una vettura motorizzata Ferrari. Alonso è settimo per la quarta volta nelle ultime sei gare, mentre Tsunoda ottiene la migliore qualificazione a Singapore. Il giapponese è qualificato alla Q3 solamente per la seconda volta nelle ultime nove gare. Con Leclerc nono e Sainz Jr. decimo per la Ferrari è la peggiore prestazione in qualifica con due vetture dal 2009. Lo spagnolo, dopo aver vinto l'edizione precedente, è autore di un incidente in Q3. Albon non accede all'ultima fase per soli 0"024, con il compagno Colapinto 0"007 più lento del thailandese. Per Albon è la migliore partenza a Singapore dal 2019. È anche la posizione più alta in qualifica per la Williams dal 2016. Pérez è eliminato in Q2 e parte tredicesimo come nell'edizione precedente. In dodici apparizioni in questa gara, il messicano ha raggiunto la Q3 in sole tre occasioni. Magnussen è quattordicesimo, otto posizioni indietro rispetto alla sua prestazione nelle qualifiche del 2023. Ocon è quindicesimo per la terza volta nelle ultime quattro gare, mentre Ricciardo è eliminato in Q1 per la seconda gara di fila, con sei eliminazioni complessive in questa fase in campionato. Stroll è eliminato in Q1 per la quinta volta in sei Gran Premi di Singapore, mentre per Gasly la diciottesima posizione rappresenta la peggiore prestazione in qualifica su questa pista. Bottas è stato sempre eliminato in Q1 alla guida della Sauber dal 2022 a Singapore, mentre il compagno Zhou è il pilota più lento per la quinta gara di fila.
Norris, alla dodicesima prima fila in carriera, è l'ottavo pilota differente in pole position nel Gran Premio di Singapore, il primo britannico da Hamilton nell'edizione 2018, il primo alla guida dalla McLaren dallo stesso Hamilton nell'edizione 2012. Norris è il terzo poleman diverso nelle ultime tre edizioni della gara. Egli ottiene la sesta partenza al palo in carriera in altrettanti Gran Premi e su circuiti diversi. Il pilota secondo in classifica piloti ha sette precedenti partenze dalla prima posizione, di cui cinque pole position in Gran Premio e due nella Sprint, ma non è mai riuscito a mantenere il comando durante il primo giro in nessuna di esse. La McLaren ottiene la terza partenza al palo in questo appuntamento, eguagliando la Mercedes, e interrompe una striscia di tre pole position consecutive della Ferrari. In nove edizioni della gara la Red Bull Racing si è qualifica seconda senza ottenere la pole position. Norris e Verstappen condividono la prima fila per l'ottava volta, la prima dopo il Gran Premio d'Olanda. Per la Gran Bretagna è la duecentonovantanovesima pole position. Il tempo della partenza al palo di 1'29"525 di Norris, alla media di 198,648 km/h, rappresenta il rilievo cronometrico più rapido mai realizzato sul circuito di Marina Bay con il layout in uso dal 2023. È anche il tempo più veloce fra tutte le cinque configurazioni della pista fin dal suo debutto nel 2008. Il precedente primato apparteneva a Sainz Jr. che nell'edizione precedente registrò un tempo di 1'30"984, alla media di 195,463 km/h, sempre valevole per la pole position.
Sono stati cancellati otto tempi dai commissari sportivi ai piloti per non aver rispettato i limiti della pista, durante le qualifiche. Si sono visti cancellare il tempo tre volte Lewis Hamilton (una volta alla curva 2 e due volte alla curva 11), una volta Carlos Sainz Jr. (alla curva 2), Max Verstappen (alla curva 19), Sergio Pérez ed Esteban Ocon (alla curva 11), e Charles Leclerc (alla curva 2). Verstappen si è visto cancellare anche un altro tempo per l'esposizione delle doppie bandiere gialle (alla curva 18). Daniel Ricciardo, Leclerc, Sainz Jr., Pierre Gasly, Valtteri Bottas, Ocon, Lance Stroll, Hamilton e Oscar Piastri non ricevono sanzioni da parte dei commissari sportivi, per non aver rispettato le istruzioni stabilite dalla direzione gara. Tutti i piloti hanno superato il tempo limite di un minuto e cinquantadue secondi valevole tra la seconda linea della safety car e la prima di essa. Sainz Jr. per tre volte, nel corso del secondo, quinto e ottavo giro in Q1, Ricciardo e Bottas per due volte, nel corso del secondo e settimo giro in Q1 per l'australiano, e nel corso del quinto e ottavo giro nella stessa fase per il finlandese, Leclerc, Gasly e Ocon nel corso dell'ottavo giro in Q1, Stroll nel corso del quinto, Hamilton nel quarto e Piastri nel secondo, sempre nella stessa fase.
Al termine delle qualifiche, Carlos Sainz Jr. viene convocato dai commissari sportivi per non aver seguito le istruzioni stabilite dalla direzione gara riguardo la via di fuga alla curva 2, durante la Q1, e per aver attraversato la pista senza permesso una volta uscito dalla vettura dopo l'incidente in Q3. Il pilota spagnolo della Ferrari nel primo caso riceve un avvertimento, mentre nel secondo una multa di 25 000 euro da parte della Federazione, di cui 12 500 sospesi per il resto della stagione a condizione che non vi siano ulteriori violazioni di natura simile.

### Risultati
Nella sessione di qualifica si è avuta questa situazione:
| Pos                         | Nº | Pilota           | Costruttore                  | Q1       | Q2       | Q3          | Griglia |
| --------------------------- | -- | ---------------- | ---------------------------- | -------- | -------- | ----------- | ------- |
| 1                           | 4  | Lando Norris     | McLaren-Mercedes             | 1'30"002 | 1'30"007 | 1'29"525    | 1       |
| 2                           | 1  | Max Verstappen   | Red Bull Racing-Honda RBPT   | 1'30"157 | 1'29"680 | 1'29"728    | 2       |
| 3                           | 44 | Lewis Hamilton   | Mercedes                     | 1'30"393 | 1'29"929 | 1'29"841    | 3       |
| 4                           | 63 | George Russell   | Mercedes                     | 1'30"811 | 1'30"153 | 1'29"867    | 4       |
| 5                           | 81 | Oscar Piastri    | McLaren-Mercedes             | 1'30"258 | 1'29"640 | 1'29"953    | 5       |
| 6                           | 27 | Nico Hülkenberg  | Haas-Ferrari                 | 1'30"724 | 1'30"150 | 1'30"115    | 6       |
| 7                           | 14 | Fernando Alonso  | Aston Martin Aramco-Mercedes | 1'30"684 | 1'30"450 | 1'30"214    | 7       |
| 8                           | 22 | Yuki Tsunoda     | RB-Honda RBPT                | 1'30"716 | 1'30"289 | 1'30"354    | 8       |
| 9                           | 16 | Charles Leclerc  | Ferrari                      | 1'30"786 | 1'29"747 | senza tempo | 9       |
| 10                          | 55 | Carlos Sainz Jr. | Ferrari                      | 1'30"670 | 1'30"108 | senza tempo | 10      |
| 11                          | 23 | Alexander Albon  | Williams-Mercedes            | 1'30"679 | 1'30"474 | N.D.        | 11      |
| 12                          | 43 | Franco Colapinto | Williams-Mercedes            | 1'30"704 | 1'30"481 | N.D.        | 12      |
| 13                          | 11 | Sergio Pérez     | Red Bull Racing-Honda RBPT   | 1'30"624 | 1'30"579 | N.D.        | 13      |
| 14                          | 20 | Kevin Magnussen  | Haas-Ferrari                 | 1'30"829 | 1'30"653 | N.D.        | 14      |
| 15                          | 31 | Esteban Ocon     | Alpine-Renault               | 1'30"958 | 1'30"769 | N.D.        | 15      |
| 16                          | 3  | Daniel Ricciardo | RB-Honda RBPT                | 1'31"085 | N.D.     | N.D.        | 16      |
| 17                          | 18 | Lance Stroll     | Aston Martin Aramco-Mercedes | 1'31"094 | N.D.     | N.D.        | 17      |
| 18                          | 10 | Pierre Gasly     | Alpine-Renault               | 1'31"312 | N.D.     | N.D.        | 18      |
| 19                          | 77 | Valtteri Bottas  | Kick Sauber-Ferrari          | 1'31"572 | N.D.     | N.D.        | 19      |
| 20                          | 24 | Zhou Guanyu      | Kick Sauber-Ferrari          | 1'32"054 | N.D.     | N.D.        | 20      |
| Tempo limite 107%: 1'36"302 |    |                  |                              |          |          |             |         |

In grassetto sono indicate le migliori prestazioni in Q1, Q2 e Q3.

## Gara

### Resoconto
Hamilton e Ricciardo partono con gomme  soft, le due Sauber con gomme dure, tutti gli altri piloti optano per le gomme medie.
Norris tiene il comando al via, seguito da Max Verstappen e dalle due Mercedes. Seguono Piastri, Hülkenberg, Alonso e Leclerc. Il leader della classifica guida agevolmente la gara, ampliando il suo vantaggio su Verstappen già nei primi giri. Più dietro Alonso resta vicino a Hülkenberg, venendo pressato da Leclerc. Al quattordicesimo giro Sainz Jr. passa alle gomme dure, e inizia un lungo recupero dalle retrovie. Quattro giri dopo Hamilton, partito con gomme a mescola morbida, passa anche lui alle gomme dure. 
Dopo un terzo di gara Norris ha 16"7 di margine su Verstappen, 28"5 su Russell, 30" su Piastri e 40"7 su Hülkenberg. Solo il pit stop di Alonso, al ventiseiesimo giro, consente a Charles Leclerc di passare Hülkenberg, per la quarta posizione, complice anche un pit stop per George Russell. Verstappen attende il trentesimo passaggio per la sua sosta. Il pilota della Red Bull Racing rientra in gara alle spalle di Leclerc, ma lo passa presto. Norris, leader della gara, dopo aver sfiorato un muretto, si ferma per la sosta, che consente ai tecnici di controllare che l'ala anteriore non sia danneggiata.
Alla trentaseiesima tornata Russell attacca Leclerc, che non ha ancora sostituito gli pneumatici, ma non riesce a superarlo. Il monegasco di fermerà nel giro successivo, rientrando in gara ottavo, dietro a Carlos Sainz Jr. e Fernando Alonso. Piastri si ferma al trentanovesimo giro, e tornando, dopo la sosta, in gara alle spalle delle due Mercedes. Piastri passa Lewis Hamilton, e Leclerc supera entrambi i piloti spagnoli. Al quarantacinquesimo giro l'australiano della McLaren supera anche Russell. Cinque giri dopo Leclerc, con gomme più fresche, prende la posizione a Hamilton e va all'inseguimento di Russell. Il ferrarista si avvicina al pilota della Mercedes, ma non trova lo spunto per passarlo. Norris continua a condurre con ampio margine, che non viene meno nemmeno per un'altra sfiorata del muro, né per un lungo in fase di doppiaggio. All'ultimo giro Daniel Ricciardo ottiene il giro più veloce della gara, il 17° ed ultimo della sua carriera.
Lando Norris vince il terzo Gran Premio in carriera. Per il pilota britannico della McLaren è anche il terzo successo stagionale, il primo dopo quello ottenuto nel Gran Premio d'Olanda. Per la scuderia di Woking è il centoottantottesimo trionfo della propria storia, la quinta vittoria della stagione, la seconda consecutiva dopo quella nel precedente Gran Premio d'Azerbaigian con Piastri. Per la McLaren è il secondo successo nel Gran Premio di Singapore dopo l'edizione del 2009. Per Verstappen, secondo, è il centonovesimo podio in carriera e l'undicesimo del campionato, il secondo nelle ultime sei gare. Il circuito di Marina Bay è l'unico tracciato del calendario nel quale l'olandese non ha mai vinto. Il leader del campionato ha condotto solo tre giri in questo appuntamento in carriera. Piastri termina terzo, al nono podio in carriera e il settimo della stagione. L'australiano riduce il distacco dal terzo posto occupato da Leclerc in classifica piloti a otto punti. Egli è l'unico pilota ad aver completato ogni giro in stagione, per un totale di 1 083 tornate, oltre che aver ottenuto più punti nelle ultime nove gare (156).
Russell, quarto, ottiene punti a Singapore per la prima volta in carriera. Egli riduce il divario in campionato tra sé e il compagno di squadra Hamilton a 19 punti. Per l'ex campione del mondo è stato il trecentocinquantesimo Gran Premio, al secondo posto nella classifica di tutti i tempi dietro ad Alonso. Leclerc, quinto, termina una striscia di quattro podi consecutivi. La Ferrari non ottiene il podio in questo appuntamento per la prima volta dal 2017. Per Sainz Jr., settimo, e vincitore nell'edizione precedente, è stata la duecentesima partenza nella categoria. Con l'ottava posizione Alonso ottiene i primi punti su questo tracciato per la prima volta dal 2018. Lo spagnolo termina a punti in quattro delle ultime cinque gare. Hülkenberg, nono, termina a punti per la sesta volta in campionato, e per la prima volta dal Gran Premio di Gran Bretagna. La nona posizione del tedesco eguaglia il miglior risultato della Haas a Singapore dal 2017. Pérez, decimo, ha ottenuto solamente un punto nelle ultime due gare. Dodicesimo, Tsunoda termina un Gran Premio di Singapore per la prima volta in carriera. Per Ocon la tredicesima posizione è il miglior risultato stagionale dal Gran Premio del Belgio.
Norris, al ventiquattresimo podio in carriera, l'undicesimo della stagione, al pari di Verstappen, è il pilota più vincente in campionato, dietro solo all'olandese. Egli è il quinto pilota diverso trionfante nelle ultime cinque edizioni della gara, il terzo non campione del mondo, il settimo differente nel Gran Premio di Singapore, il primo britannico dalla vittoria di Hamilton nel 2018, e il primo alla guida della McLaren dallo stesso Hamilton nel 2009. Norris vince la prima gara della carriera dopo aver condotto tutti i giri, il sessantesimo nella storia del mondiale, e chiude in testa il primo giro per la prima volta dopo essere partito dalla pole position, dopo sette precedenti occasioni in cui era stato superato nel corso della prima tornata. Il pilota secondo in classifica piloti è l'unico a vincere dalla pole position negli ultimi dieci Gran Premi. Norris si è classificato progressivamente più in alto in ogni apparizione sul circuito di Marina Bay in carriera. Il britannico ha il margine di vittoria più ampio della stagione, 22"896 nel Gran Premio d'Olanda, e il secondo margine di vittoria più ampio del campionato in questa gara (20"945). La McLaren vince due gare consecutive per la prima volta dal 2012, e presenta due vetture sul podio per la prima volta in questo appuntamento. Per una vettura motorizzata Mercedes è la duecentoventesima vittoria. La casa tedesca fornitrice di motori detiene adesso il maggior numero di successi in stagione (8).
Ricciardo è il settimo pilota diverso in stagione premiato pilota del giorno, il secondo australiano dopo Piastri. È il decimo pilota differente del campionato autore del giro più veloce, il primo dalla vittoria nel Gran Premio d'Italia 2021. Per la RB è il primo giro più veloce della storia, il quarantaquattresimo costruttore nella storia del mondiale. Il punto addizionale del giro più rapido non viene assegnato per la prima volta dal Gran Premio d'Austria, per la dodicesima volta complessiva dopo essere stato reintrodotto nella stagione 2019, ottenuto da Ricciardo fuori dalle prime dieci posizioni. È stato il più veloce Gran Premio di Singapore della storia sul tempo della distanza di gara, corso alla media di 182,090 km/h. La corsa viene vinta per la decima volta da un pilota partito in prima posizione, e viene condotta dall'inizio alla fine da un unico pilota per la terza edizione consecutiva. Solo sette piloti chiudono a pieni giri. Il Gran Premio non ha visto l'esposizione delle bandiere gialle, né dell'utilizzo della safety car o del regime di virtual safety car per la prima volta da quello d'Italia. È stata la prima gara, in quindici edizioni, senza l'intervento almeno una volta della vettura di sicurezza o dell'esposizione delle bandiere gialle. La safety car non viene chiamata in causa per la nona gara consecutiva del campionato per la prima volta dall'intervallo tra il Gran Premio d'Ungheria 2003 e il Gran Premio di Spagna 2004. Il tempo del giro più veloce di Ricciardo, in 1'34"486, alla media di 188,218 km/h, rappresenta il rilievo cronometrico più rapido mai realizzato sul circuito di Marina Bay in condizioni di gara con il layout in uso dal 2023. È anche il tempo più veloce in gara fra tutte le cinque configurazioni della pista fin dal suo debutto nel 2008. Il precedente primato apparteneva a Hamilton che nell'edizione precedente registrò un tempo di 1'35"867, alla media di 185,507 km/h. Norris riduce il distacco in campionato da Verstappen, che non vince da otto gare, a 52 punti con sei Gran Premi e tre Sprint da disputare. Con il giro veloce di Ricciardo, Verstappen può laurearsi campione terminando secondo dietro a Norris nelle rimanenti gare e Sprint del campionato, indipendentemente dal punto addizionale del giro più rapido. Se avesse mantenuto il giro più veloce, Norris sarebbe stato il primo pilota della McLaren a ottenere il Grand Chelem (pole position, giro veloce e vittoria del Gran Premio conducendo tutti i giri in testa), dopo Mika Häkkinen nel Gran Premio di Monaco 1998.
Sono stati cancellati diciassette tempi dai commissari sportivi ai piloti per non aver rispettato i limiti della pista, durante la gara. Si sono visti cancellare il tempo tre volte Kevin Magnussen (una volta alla curva 11, una volta alla curva 3 e una volta alla curva 2), due volte Franco Colapinto (una volta alla curva 2 e una volta alla curva 17), Charles Leclerc (entrambe le volte alla curva 2), George Russell (una volta alla curva 17 e una volta alla curva 19) e Sergio Pérez (entrambe le volte alla curva 2), una volta Carlos Sainz Jr. (alla curva 7), Pierre Gasly (alla curva 2), Lewis Hamilton (alla curva 17), Nico Hülkenberg e Fernando Alonso (alla curva 7), e Yuki Tsunoda (alla curva 2).

### Risultati
I risultati del Gran Premio sono i seguenti:
| Pos | Nº | Pilota           | Costruttore                  | Giri | Tempo/Ritiro     | Griglia | Punti |
| --- | -- | ---------------- | ---------------------------- | ---- | ---------------- | ------- | ----- |
| 1   | 4  | Lando Norris     | McLaren-Mercedes             | 62   | 1h40'52"571      | 1       | 25    |
| 2   | 1  | Max Verstappen   | Red Bull Racing-Honda RBPT   | 62   | +20"945          | 2       | 18    |
| 3   | 81 | Oscar Piastri    | McLaren-Mercedes             | 62   | +41"823          | 5       | 15    |
| 4   | 63 | George Russell   | Mercedes                     | 62   | +1'01"040        | 4       | 12    |
| 5   | 16 | Charles Leclerc  | Ferrari                      | 62   | +1'02"430        | 9       | 10    |
| 6   | 44 | Lewis Hamilton   | Mercedes                     | 62   | +1'25"248        | 3       | 8     |
| 7   | 55 | Carlos Sainz Jr. | Ferrari                      | 62   | +1'36"039        | 10      | 6     |
| 8   | 14 | Fernando Alonso  | Aston Martin Aramco-Mercedes | 61   | +1 giro          | 7       | 4     |
| 9   | 27 | Nico Hülkenberg  | Haas-Ferrari                 | 61   | +1 giro          | 6       | 2     |
| 10  | 11 | Sergio Pérez     | Red Bull Racing-Honda RBPT   | 61   | +1 giro          | 13      | 1     |
| 11  | 43 | Franco Colapinto | Williams-Mercedes            | 61   | +1 giro          | 12      |       |
| 12  | 22 | Yuki Tsunoda     | RB-Honda RBPT                | 61   | +1 giro          | 8       |       |
| 13  | 31 | Esteban Ocon     | Alpine-Renault               | 61   | +1 giro          | 15      |       |
| 14  | 18 | Lance Stroll     | Aston Martin Aramco-Mercedes | 61   | +1 giro          | 17      |       |
| 15  | 24 | Zhou Guanyu      | Kick Sauber-Ferrari          | 61   | +1 giro          | 20      |       |
| 16  | 77 | Valtteri Bottas  | Kick Sauber-Ferrari          | 61   | +1 giro          | 19      |       |
| 17  | 10 | Pierre Gasly     | Alpine-Renault               | 61   | +1 giro          | 18      |       |
| 18  | 3  | Daniel Ricciardo | RB-Honda RBPT                | 61   | +1 giro          | 16      |       |
| 19  | 20 | Kevin Magnussen  | Haas-Ferrari                 | 57   | Foratura         | 14      |       |
| Rit | 23 | Alexander Albon  | Williams-Mercedes            | 15   | Surriscaldamento | 11      |       |

## Classifiche mondiali

### Piloti
| Pos | Pilota           | Punti |
| --- | ---------------- | ----- |
| 1   | Max Verstappen   | 331   |
| 2   | Lando Norris     | 279   |
| 3   | Charles Leclerc  | 245   |
| 4   | Oscar Piastri    | 237   |
| 5   | Carlos Sainz Jr. | 190   |
| 6   | Lewis Hamilton   | 174   |
| 7   | George Russell   | 155   |
| 8   | Sergio Pérez     | 144   |
| 9   | Fernando Alonso  | 62    |
| 10  | Nico Hülkenberg  | 24    |
| 11  | Lance Stroll     | 24    |
| 12  | Yuki Tsunoda     | 22    |
| 13  | Alexander Albon  | 12    |
| 14  | Daniel Ricciardo | 12    |
| 15  | Pierre Gasly     | 8     |
| 16  | Oliver Bearman   | 7     |
| 17  | Kevin Magnussen  | 6     |
| 18  | Esteban Ocon     | 5     |
| 19  | Franco Colapinto | 4     |

### Costruttori
| Pos | Costruttore                  | Punti |
| --- | ---------------------------- | ----- |
| 1   | McLaren-Mercedes             | 516   |
| 2   | Red Bull Racing-Honda RBPT   | 475   |
| 3   | Ferrari                      | 441   |
| 4   | Mercedes                     | 329   |
| 5   | Aston Martin Aramco-Mercedes | 86    |
| 6   | RB-Honda RBPT                | 34    |
| 7   | Haas-Ferrari                 | 31    |
| 8   | Williams-Mercedes            | 16    |
| 9   | Alpine-Renault               | 13    |